# Río Kizil-Aush
El rio Kizil-Aush (en ruso: Кызыл-Ауш) es un río de las vertientes septentrionales del Gran Cáucaso en el distrito de Zelenchuk de la república de Karacháyevo-Cherkesia del sur de Rusia. Es afluente del Aksaút, uno de los componentes del Mali Zelenchuk, que desemboca en el río Kubán.

## Curso

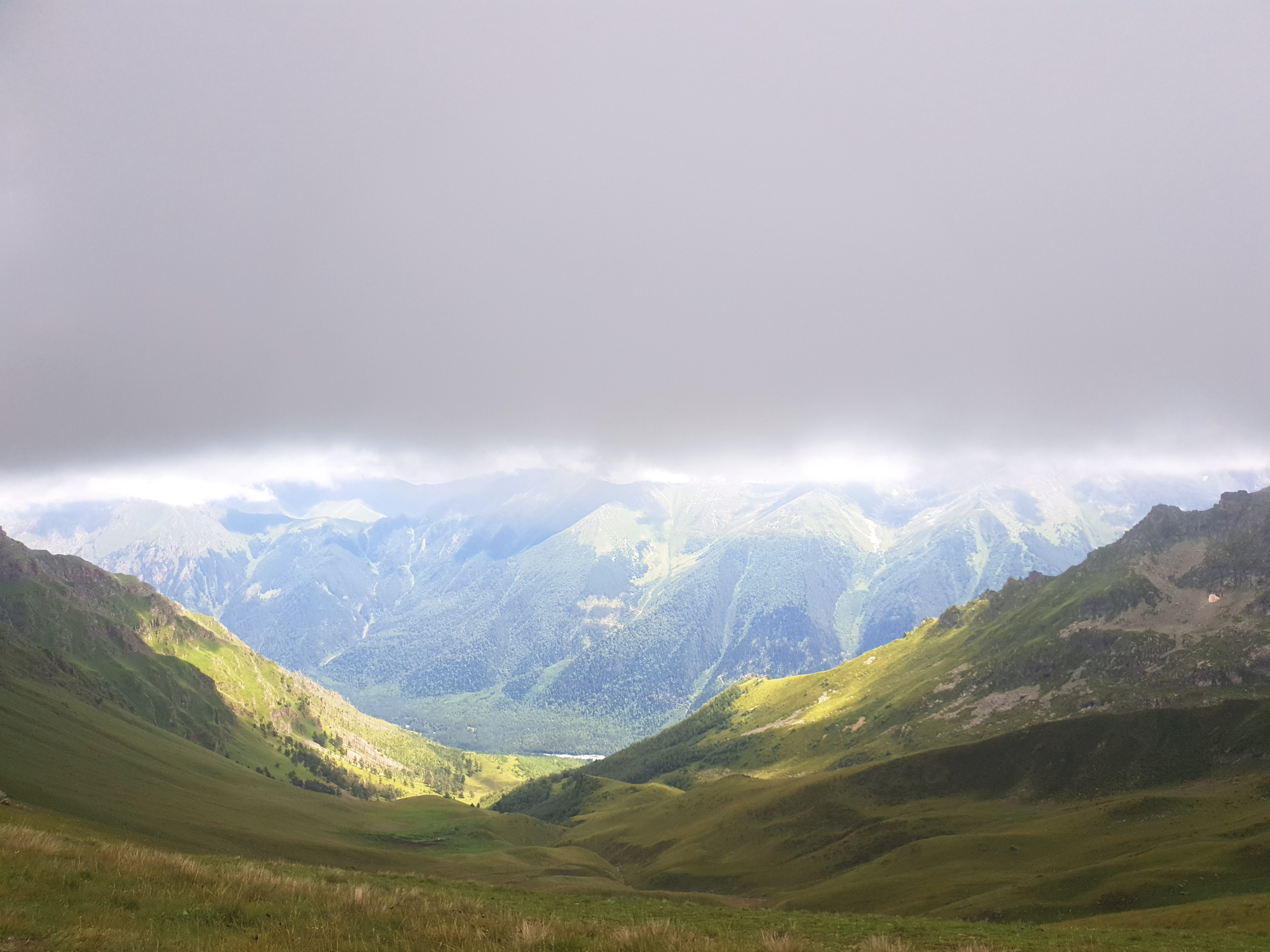
Valle del Kizil Aush.

Nace en las estribaciones orientales del pico Kizil-Aush-Duppur (3426 m) en un pequeño lago y el paso de montaña que lleva su nombre y discurre en dirección este-sureste ladera abajo durante 5 km hasta desembocar en la orilla izquierda del río Aksaút.